# Daniel Ross (surf)
Pour les articles homonymes, voir Ross.
Daniel Ross est un surfeur professionnel australien né le 5 février 1983 à Coffs Harbour, Nouvelle-Galles du Sud en Australie.

## Palmarès

### WCT
- 2008 : 38e rétrogradé en WQS.